# Matthew Bartholomew
Matthew Bartholomew (1988. október 20. –) Trinidad és Tobagó-i válogatott labdarúgó, a Point Fortin Civic FC játékosa.

## Mérkőzései a Trinidad és Tobagó-i válogatottban
| #  | Dátum                | Ellenfél | Eredmény | Kiírás              | Esemény |
| -- | -------------------- | -------- | -------- | ------------------- | ------- |
| 1. | 2010. május 6.       | Chile    | 0 – 2    | barátságos mérkőzés | 57'     |
| 2. | 2010. szeptember 10. | Belize   | 0 – 0    | barátságos mérkőzés | 32' 46' |

## Külső hivatkozások
- Profilja az tempofradi.hu-n (magyarul)